# Gerhard Vormwald

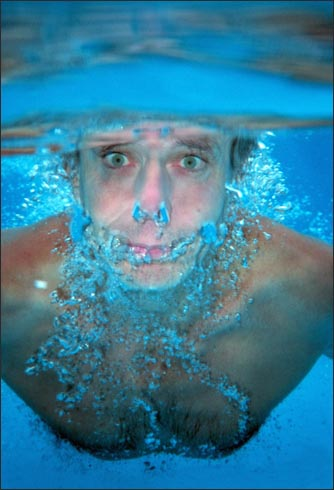
Unterwasser-Selbstporträt, 2001

Gerhard Vormwald (* 6. März 1948 in Heidelberg; † 9. März 2016 in Paris) war ein deutscher Fotograf und Hochschullehrer.

## Leben und Werk
Nach einer Lehre als Offsetdrucker studierte Gerhard Vormwald von 1966 bis 1971 Malerei und Plastik sowie Gebrauchsgrafik an der „Werkkunstschule Mannheim“.
Während seiner Tätigkeit als Bühnenfotograf am Nationaltheater Mannheim ab 1969 übernahm er 1971 das Studio von Hans Nagel in der Mannheimer Tullastraße 14. Dort produzierte er für Werbeaufträge, aber auch zahlreiche Titelbilder für die Magazine stern, den deutschen Playboy, die Satirezeitschrift Pardon, das Zeit Magazin, das mittlerweile eingestellte Rogners Magazin und weitere.
Sein Markenzeichen in dieser Zeit war surreale Fotografie – reale Fotos, für die die Schwerkraft scheinbar nicht galt: Fliegende Menschen, Badewannen samt Wasser und Badenixe an der Zimmerwand lehnend; ein Radfahrer, dessen Rad eine Handbreit über dem Erdboden fliegt; ein Wohnzimmer, in dem eine attraktive Riesin in ihren schrankgroßen, roten Stiefeln steht; ein Mädchen im weißen Kleid, das wie ein Engel durch ein offenes Fenster in einen Raum hineinschwebt. Das in einer Zeit, in der es noch kein Photoshop gab. Das Geheimnis der Umsetzung waren aufwändige Bauten, etwa umgekehrte Zimmer (Decke unten, Boden oben), Puppenstuben oder übergroße Möbelstücke, kunstvoll geschweißte Metallgestelle, und das in Verbindung mit fototechnischen Anwendungen wie Mehrfachbelichtungen oder Langzeitbelichtungen mit Stroboskop-Blitzen.

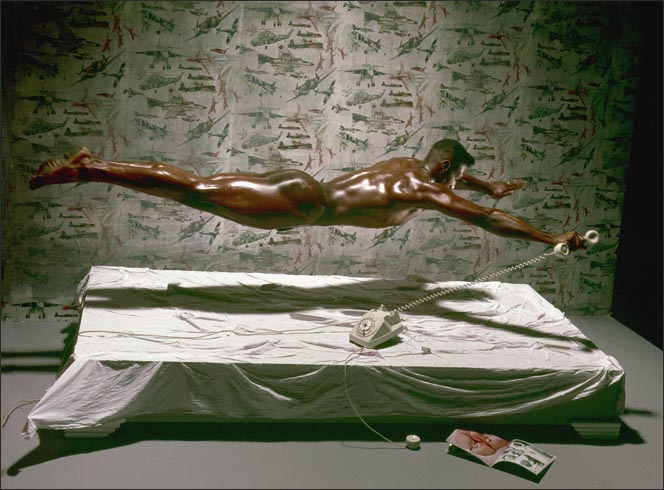
The flying black man, Paris 1983

1983 zog er nach Paris und eröffnete dort ein Fotostudio, arbeitete für französische und deutsche Werbekampagnen sowie für Zeitschriften und arbeitete weiter an Fotoinszenierungen. Ab 1984 beschäftigte er sich auch wieder mit Malerei, eröffnete 1988 das Landatelier Le Couèche nahe Paris und gab 1990 seine Tätigkeiten als Werbefotograf weitgehend auf. Seit 1992 bezog er digitale Bildmedien in seine Arbeit mit ein. Neben seinen fotografischen Arbeiten war er regelmäßig zeichnerisch und malerisch tätig. Ebenso entstanden Werke im Objektbereich. 1999 wurde er Professor für Fotografie an der Fachhochschule Düsseldorf (heute Hochschule Düsseldorf). 2011 wurde er an die Deutsche Fotografische Akademie berufen.

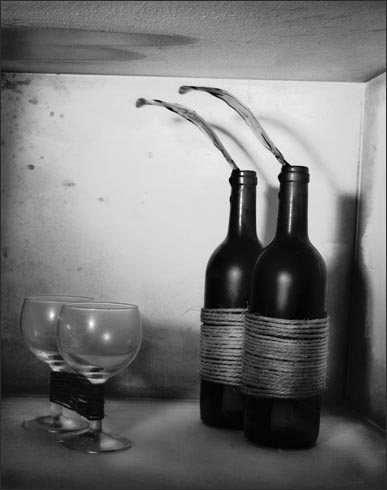
Flaschen und Gläser, 1995

Gerhard Vormwalds frühe Schwarzweißfotografien zeichnen sich durch Witz und eine ironische Perspektive aus.

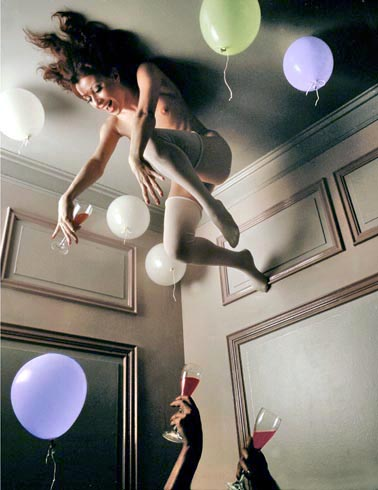
Uschi und Ballone, 1975

Ab etwa 1975 arbeitete er vorwiegend an Fotoinszenierungen. Die Bilder wirken durch eine ausgeklügelte Inszenierung surreal.

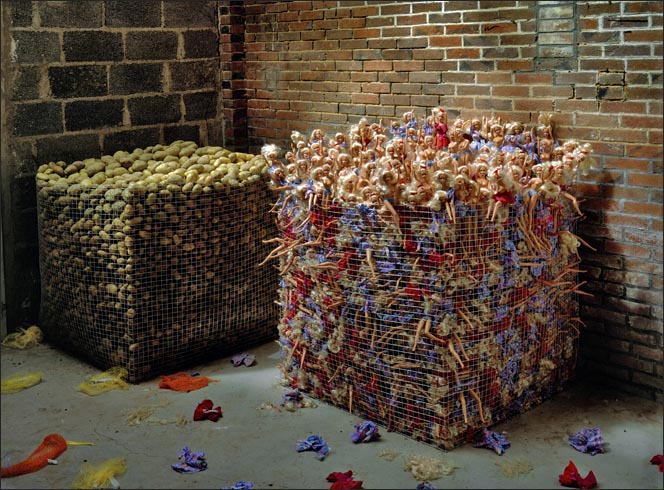
One Cubic Meter Potatos, One Cubic Meter Barbie, 1993

Als Kritik am Konsumfetischismus arrangierte Vormwald ab 1995 in aufwändigen Inszenierungen Nahrungs- und Genussmittel zu hintergründigen Stillleben.
In der Nacht auf den 9. März 2016 starb Vormwald in seinem Pariser Atelier aus ungeklärter Ursache.

## Gruppen- und Einzelausstellungen ab 1990 (Auswahl)
- 1990 Deutsche Fotografie Haus des Malers, Moskau. (G.)
- Werkschau Nikon-Galerie, Zürich.
- 1991 De la Reclame à la Publicité Centre Georges Pompidou, Paris. (G. Kat.)
- Die Bildermacher Kunstverein Karlsruhe, Museum f. Buchkunst, Leipzig. (G Kat.)
- 1992 2. Internationale Foto-Triennale Esslingen. (Kat.)
- Bilder von Menschen und Objektinszenierungen Ursula Blickle Stiftung, Kraichtal (Kat)[7]
- 1993 Pixel (Scannerfotos), Museum für Kunst und Gewerbe, Hamburg. (G. Kat.)
- Gerhard Vormwald Pinacoteca do Estado Sao Paulo
- 1994 Neue Arbeiten mit Fotografie Kunstverein Speyer.
- Photofiction Galerie Ivonamor Palix, Paris.
- 1995 Autonomie der Dinge Galerie In Focus, Köln.
- 1996 Neue Arbeiten mit Fotografie Galerie im Körnerpark, Berlin.
- 1997 Fotopapier ist geduldig Museum für Kunst und Gewerbe, Hamburg.
- Das Portrait im 20. Jahrhundert Raab-Galerie, Berlin. (G.)
- Fotoarbeiten zum Wein aus der Serie die Nahrungs- und Genussmittelmonumente. Galerie der Stadt Fellbach, Fellbach
- 1998 Gerhard Vormwald, In vehementem Vorwärtsdrängen, Arbeiten mit Fotografie Fotografie-Forum International, Frankfurt.
- 1999 Oeuvres photographiques 1994-98 Le Credac, Ivry s.Seine, Paris. (Kat.)
- Video Virtuale-Foto Fictionale Museum Ludwig, Köln. (G.)
- Table Manners Kunsthalle Bremen. (G.)
- 2000 Lachen Galerie am Chamissoplatz, Berlin. (G.)
- 2001 Arbeiten mit Fotografie Kunsthalle Mannheim. (Kat.)
- Die Mannheim-Bilder Galerie Falzone, Mannheim.
- 2002 Blind Date Essentials und andere Bildpaare PPS-Galerie, Hamburg
- Blind Date Essentials und andere Bildpaare Galerie In Focus, Köln
- 2004 Enthüllt-Exposed Das Aktbild in der Fotokunst des 20. Jahrhunderts, Städtische Museen Heilbronn. (G.Kat.)
- En parallèle 1 -objets, dessins, installations galerie d’art contemporain, hôtel de ville Besançon
- 2005 En parallèle 2 -photographies école de beaux-arts, Besançon.
- Das Medium ist ein Medium ist ein Medium, Installation, Fotografie, Malerei, Zeichnung Städtische Galerie Erlangen.
- Vormwald-Kleine Retrospektive Internationale Fototage Mannheim im Faktorhaus Ludwigshafen. (Kat.)*
- 2006 SZeitensprünge Arbeiten mit Fotografie, Stadtbücherei Heidelberg.
- Die Speyer Installation Arbeiten ohne Fotografie, Künstlerbund Speyer.
- Kunst in der Filzfabrik Speyer.
- 2007 HymArt Zeichnungen, Rathausgalerie Hirschberg.
- 2008 Die Autonomie der Dinge Forum für Fotografie, Köln. (Kat.)
- TRANS–fotografische Einblicke in die fortlaufenden Versuche mir ein Bild der Welt und von mir selbst zu machen Galerie Zephyr, Mannheim.
- 2009 Nude Visions 150 Jahre Körperbilder in der Fotografie.
- Münchner Stadtmuseum Sammlung Fotografie. (G Kat)
- Hommage to Irving Penn Galerie Hiltawsky, Berlin. (G Kat)
- WEB-WERKE Atelierhaus Panzerhalle, Silvia-Klara Breitwieser, Potsdam. (G)
- 2010 Nude Visions 150 Jahre Körperbilder in der Fotografie, Museum für Kunst und Gewerbe, Hamburg.
- Die Nacht Tufa – Kultur & Kommunikationszentrum, Trier.
- Nude Visions 150 Jahre Körperbilder in der Fotografie, Von der Heydt Museum Wuppertal.
- Lust und Begehren Kunsthalle Villa Kobe, Halle. (G)
- Leichte Hand am Spiel Neue Zeichnungen, Objektinstallationen, Kunstverein Langenfeld
- 2011 Mit leichter Hand am Spiel Forum für Kunst und Architektur, Essen, Arbeiten auf Papier. Gemeinschaftsausstellung mit Fotostudenten der FH Düsseldorf, Klasse Vormwald.
- Bildermode-Modebilder, 50 Jahre Modefotografie in Deutschland Galeria Torreão Nascente da Cordoaria Nacional, Lissabon, in Zusammenarbeit mit dem * Goethe-Institut Lissabon (G)
- 2012 Deltabeben Kunsthalle Mannheim Ausstellungsbeteiligung.
- Die Sammlung Polaroid NRW-Forum Düsseldorf.
- TRANS 2 Städtische Galerie Wittlich, Georg Meistermann Museum, Fotografien der letzten Jahre.

Fotos von Gerhard Vormwald befinden sich in Sammlungen des Museum Ludwig, Köln, im Rheinischen Landesmuseum Bonn, im Pariser Centre Pompidou, der Collection Polaroid in Lausanne, der Collection Polaroid in Amsterdam und im Kodak Eastman House in Rochester.

## Fotobücher
- Friedhöfe. Fotografien von 1971–1977. Texte von Hans Gercke, Martin Kazmeier und Gerhard Vormwald, Ausstellung Heidelberger Kunstverein, 1978.
- Gerhard Vormwald Bilderfinder, Text von Heinz-Norbert Jocks, Deutsch / Englisch, Hartmann Books, Stuttgart 2019, ISBN 978-3-96070-033-3.